# Rhynchospora grayi
Rhynchospora grayi är en halvgräsart som beskrevs av Carl Sigismund Kunth. Rhynchospora grayi ingår i släktet småag, och familjen halvgräs. Inga underarter finns listade i Catalogue of Life.